# Scotopteryx burgaria
Scotopteryx burgaria is een vlinder uit de familie spanners (Geometridae). De wetenschappelijke naam is voor het eerst geldig gepubliceerd in 1843 door Eversmann.
De soort komt voor in Europa.